# فروت‌ریج پاکت (کالیفرنیا)
فروت‌ریج پاکت (به انگلیسی: Fruitridge Pocket) یک منطقهٔ مسکونی در ایالات متحده آمریکا است که در شهرستان ساکرامنتو، کالیفرنیا واقع شده‌است. فروت‌ریج پاکت ۱٫۵۷۵ کیلومتر مربع مساحت و ۵٬۸۰۰ نفر جمعیت دارد و ۱۰٫۰۶ متر بالاتر از سطح دریا واقع شده‌است.